# It's Hard to Be Nice
It's Hard to be Nice (en bosnio, Teško je biti fin) es una película dramática bosnia de 2007 de Srđan Vuletić. La película trata sobre un hombre que vive en una Bosnia y Herzegovina desafiante de posguerra, donde muchos se ven obligados a crear sus propios destinos. Fudo, un taxista que vive en Sarajevo con su esposa y un bebé recién nacido, es presionado por su esposa para que cambie su vida de estar asociado con la mafia local y regional. Se adhiere firmemente y actúa para transformarse en un hombre de familia honesto atado por la bondad y la paz. Sin embargo, los desafiantes eventos que siguen ponen a su familia y su vida a una prueba severa.

## Reparto
- Saša Petrović como Fudo
- Daria Lorenci como Azra
- Emir Hadžihafizbegović como Sejo
- Senad Bašić como Bato
- Aleksandar Seksan como Mrki
- Jasna Žalica como Enfermero
- Izudin Bajrović como Doctor
- Damir Savić como Beba
- Miraj Grbić como Recepcionista

## Premios
- El corazón de Sarajevo al mejor actor (Saša Petrović) - Festival de cine de Sarajevo - 2007